# Новый Чизвик
Новый Чизвик (укр. Новий Чизвик) — село, 
Безмятежненский сельский совет,
Шевченковский район,
Харьковская область.
Присоединено к селу Мирополье в ? году.

## Географическое положение
Село Новый Чизвик находится на левом берегу реки Волосская Балаклейка,
выше по течению на расстоянии в 1 км расположено село Старый Чизвик,
ниже по течению на расстоянии в 5 км расположено село Бригадировка (Балаклейский район),
на противоположном берегу — село Мирополье.

## История
- ? — присоединено к селу Мирополье.